# زنبورخوار سومالی
زنبورخوار سومالی (به لاتین: Merops revoilii) گونه‌ای از پرندگان تیرهٔ زنبورخواران است که در اتیوپی، کنیا، عربستان سعودی، سومالی و تانزانیا یافت می‌شود. این زنبورخوار کوچک است که مناطق خشک و بیابانی را که ممکن است در محلی رایج باشد ترجیح می‌دهد. اتحادیه بین‌المللی حفاظت از طبیعت وضعیت حفاظتی آن را به عنوان " کمترین نگرانی " ارزیابی کرده است، و فرض می‌کند که پاکسازی جنگل‌ها، زیستگاه مناسب جدیدی برای این پرنده ایجاد می‌کند و بنابراین روند جمعیت آن ممکن است در حال افزایش باشد.